# Детка (фильм, 2014)
«Де́тка» (англ. Laggies) — американская комедийная драма 2014 года режиссёра Линн Шелтон с Кирой Найтли, Хлоей Грейс Морец и Сэмом Рокуэлл в главных ролях. Мировая премьера фильма состоялась 17 января 2014 года, в России — 6 ноября.

## Сюжет
В двадцать с лишним лет Меган не имеет карьерных амбиций или планов на жизнь и встречается с Энтони, парнем из школы. На свадьбе подруги она видит, как её отец изменяет матери, а Энтони неожиданно делает ей предложение. В смешанных чувствах она покидает свадьбу и рядом с винным магазином знакомится с подростком Анникой и её друзьями, для которых покупает алкоголь.
Меган говорит Энтони, что ей необходимо на неделю уехать на семинар по планированию карьеры. В это же время ей звонит Анника и просит, чтобы Меган заняла место её матери на встрече в школе. Меган соглашается и взамен просит Аннику на время остаться у неё дома. Они тайком пытаются проникнуть в дом, но отец Анники Крейг их замечает, после чего пытается выяснить, что она делает в их доме. Меган говорит, что ей нужно место, чтобы переночевать, пока она переезжает из одного места в другое, и Крейг с неохотой разрешает ей остаться на время.

## В ролях
| Актёр            | Роль                 |
| ---------------- | -------------------- |
| Кира Найтли      | Меган Бёрч           |
| Хлоя Грейс Морец | Анника Хантер        |
| Сэм Рокуэлл      | Крейг Хантер         |
| Марк Веббер      | Энтони жених Меган   |
| Элли Кемпер      | Элисон подруга Меган |
| Джефф Гарлин     | Эд отец Меган        |
| Гретчен Мол      | Бетани мать Анники   |
| Кейтлин Девер    | Мисти подруга Анники |
| Эрик Ридман      | Мэтт                 |
| Дилан Арнольд    | Патрик               |
| Дэниэл Дзоватто  | Джунниор             |

## Восприятие
Фильм получил преимущественно положительные отзывы критиков. На сайте Rotten Tomatoes фильм получил общий рейтинг 65 %, на основе 114 рецензий, со средней оценкой 6 из 10.
На сайте Metacritic у фильма 63 балла из 100, на основе 32 обзоров.